# Nihoa bisianumu
Nihoa bisianumu – gatunek pająków z infrarzędu ptaszników i rodziny Barychelidae. Występuje endemicznie  w Papui-Nowej Gwinei.

## Taksonomia
Gatunek ten opisany został po raz pierwszy w 1994 roku przez Roberta Ravena na podstawie okazów samic odłowionych w 1986 roku. Jako lokalizację typową wskazano wodospady Bisianumu w Papui-Nowej Gwinei. Epitet gatunkowy wywodzi się od tejże lokalizacji.

## Morfologia
Holotypowa samica ma ciało długości 22 mm oraz karapaks długości 8,4 mm i szerokości 7,8 mm. Karapaks jest w zarysie prawie jajowaty, ubarwiony pomarańczowobrązowo, porośnięty brązowymi włoskami i czarnymi szczecinkami. Jamki karapaksu są szerokie i zakrzywione. Szczękoczułki są pomarańczowobrązowe. Bruzda szczękoczułka ma 12 dużych i 4 małe zęby na krawędzi przedniej oraz 5 małych ząbków i około 20 ziarenek w części środkowo-nasadowej. Brak jest rastellum, ale występuje w jego miejsce grupa silnych, zakrzywionych szczecin. Szczęki zaopatrzone są w 7 tępych kuspuli. Odnóża są pomarańczowobrązowe, pozbawione obrączkowania. Uda pary pierwszej i ostatniej mają ciernie bazyfemoralne. Nadstopia dwóch ostatnich par zaopatrzone są w skopule. Opistosoma (odwłok) jest z wierzchu brązowa z jasnymi łatami, od spodu zaś jasna z wąskimi, brązowymi znakami. Genitalia samicy mają dwie uchodzące do wspólnego przedsionka spermateki, każda o formie niskiego i szerokiego płata środkowego, z którego wyrasta przysadzisty płat zewnętrzny o szerokiej szypule.

## Występowanie
Pająk ten występuje endemicznie  w Papui-Nowej Gwinei. Znany jest wyłącznie z miejsca typowego w jej Prowincji Centralnej.